# Brakerøya (przystanek kolejowy)
Brakerøya – stacja kolejowa w Brakerøya, w regionie Buskerud w Norwegii, jest oddalony od Oslo Sentralstasjon o 40,5 km. Jest położony na wysokości 3,4 m n.p.m.

## Ruch pasażerski
Leży na linii Drammenbanen. Jest elementem kolei aglomeracyjnej w Oslo. Przez stację przebiegają pociągi linii 400,440 i 450. Stacja obsługuje Oslo Sentralstasjon, Kongsberg, Asker, Lillestrøm, Dal, Kongsberg I Eidsvoll.
- Pociągi linii 400 odjeżdżają co pół godziny w szczycie i co godzinę w pozostałych porach dnia; od Asker jadą trasą Askerbanen a między Oslo a Lillestrøm jadą trasą Gardermobanen[2].

Pociągi linii 440 odjeżdżają co godzinę; od Asker jadą trasą Askerbanen a między Oslo a Lillestrøm jadą trasą Gardermobanen.
Pociągi linii 450 odjeżdżają co godzinę; od Asker jadą trasą Askerbanen a między Oslo a Lillestrøm jadą trasą Gardermobanen.

## Obsługa pasażerów
Wiata, parking na 60 miejsc, parking rowerowy, przystanek autobusowy